# Gynoplistia (Gynoplistia) dimidiata
Gynoplistia (Gynoplistia) dimidiata is een tweevleugelige uit de familie steltmuggen (Limoniidae). De soort komt voor in het Australaziatisch gebied.